# 吉隆-卡噶特语
吉隆-卡噶特语是中部藏语群的一个小语支，使用者主要分布于尼泊尔与西藏的边境。
主要包括：
- 吉隆话（伦德语 Lende）
- 卡噶特语（英语：Kagate language）
- 楚姆语（英语：Tsum language）
- 朗塘语（英语：Langtang language）
- 尤勒姆语（英语：Yolmo language）（赫兰布夏巴尔语 Helambu Sherpa）
- 努布里语（英语：Nubri language）
- 嘉松多语（英语：Gyalsumdo language）

虽然这些语言变体之间的相互理解程度各不相同，但各自的使用者认为它们是不同的语言。它们之间也存在一些重大区别。例如，吉隆话有三音系统，而尤勒姆语和卡噶特语有双音系统。尼泊尔 Manage 地区的嘉松多语与 吉隆话和努布里语语有着很强的相似性，因此很可能被归类为吉隆-卡噶特语组。

## 术语限制
该语组最好的名字被认为应该是吉隆-尤勒姆语（Kyirong–Yolmo）。这是出于多种原因，首先只有大约 1000 人自认为说卡噶特语，其中许多人也自认为说尤勒姆语。其次卡噶特语仅经常用于识别 Ramechhap 的社区，而尤勒姆语则可在 Melamchi、Helambu、Ilam、Lamjung 和其他地方找到。第三，许多使用者认为尤勒姆这个名字带有贬义，因为它指的是"造纸"这一低种姓职业。

## 语言之间的差异
这些语言在历史上显然都有联系， 但有些比其他的更相似。卡噶特语和尤勒姆语有许多共同特征，可以被认为是可以互相理解的方言。根据初步研究，努布里语和嘉松多语似乎也密切相关虽然尤勒姆语和吉隆语彼此之间的相似性比它们与标准藏语的相似性更高，但它们之间的差异足以被视为不同的语言。